# Agora (navegador web)
Agora era un navegador de correo electrónico de la World Wide Web y era una prueba de concepto para ayudar a la gente a utilizar la totalidad de Internet. Agora era un navegador web basado en el correo electrónico diseñado para terminales no gráficos y para ayudar a las personas sin acceso completo a Internet, como en los países en desarrollo o sin una conexión permanente a Internet. Al igual que W3Gate, Agora era una aplicación de servidor diseñada para obtener documentos HTML a través de correo electrónico en lugar de http.

## Funcionalidad
Agora no era una aplicación cliente. Para acceder a Internet había que instalar el navegador Agora en un servidor y enviar a Agora un correo electrónico con la URL solicitada. La aplicación Agora enviaba un correo electrónico de vuelta con el contenido solicitado del enlace. El correo electrónico que enviaba el servidor contenía el código fuente HTML para que un navegador web normal pudiera mostrar la página tal y como debía ser o al estilo Lynx. Las diferentes opciones facilitaban la navegación. Los servidores podían configurarse de forma diferente, de modo que algunos enviaban correos electrónicos de vuelta que sólo contenían JavaScript, porque el contenido estaba más profundo en la página. Ágora fue elogiado por manejar correctamente los marcos, aunque otras aplicaciones similares eran capaces de manejar esto sirviendo el código fuente y volviendo a solicitar el marco utilizado.